# Dungarvan

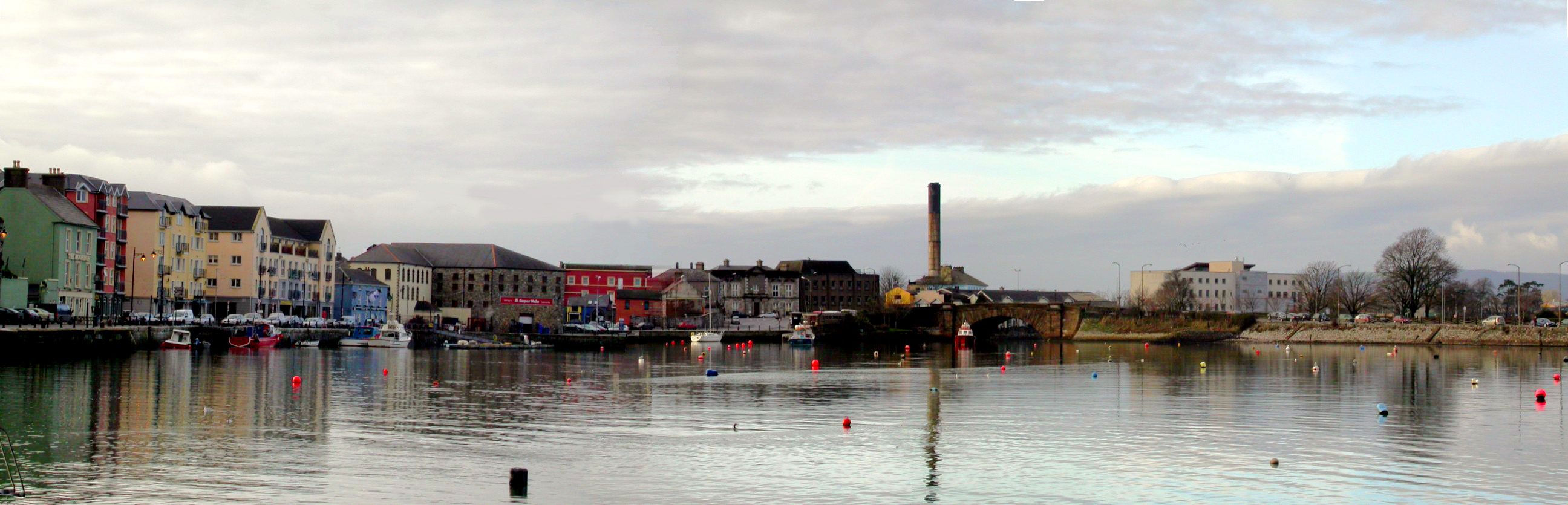
Vista del front marítim

Dungarvan (Dún Garbháin en gaèlic irlandès) és una ciutat de la República d'Irlanda, capital del comtat de Waterford, ja que la ciutat de Waterford, tot i situar-se en aquest comtat, ser més poblada, important i haver estat l'antic cap de comtat, ara té un estatus especial.

## Història
Dungarvan fou incorporada en el segle xv i era representada amb dos diputats al Parlament d'Irlanda fins que es va aprovar l'Acta d'Unió en 1801, i només va obtenir un escó al parlament de la Gran Bretanya fins a 1885. A diferència de les veïnes Waterford i Duncannon, Dungarvan es va rendir sense setge a les tropes d'Oliver Cromwell (1649–1653).
Durant la Guerra d'independència d'Irlanda de 1921 va tenir lloc vora la ciutat l'emboscada de Burgery.

## Fills il·lustres
- Ernest Walton (1903 - 1995) físc, Premi Nobel de Física de l'any 1951.

## Agermanaments
- Erie (Pennsilvània)

## Galeria d'imatges

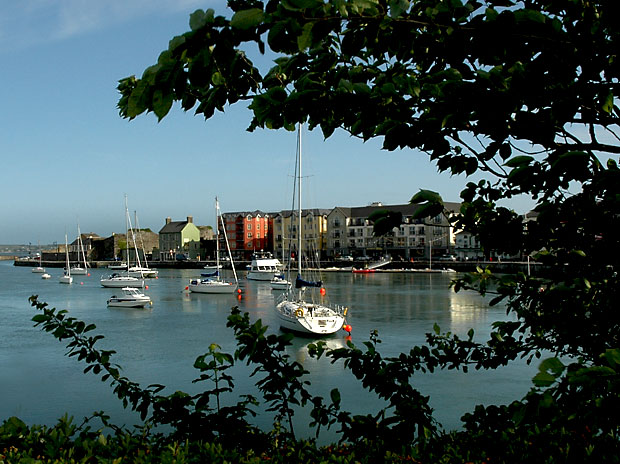
Badia de Dungarvan
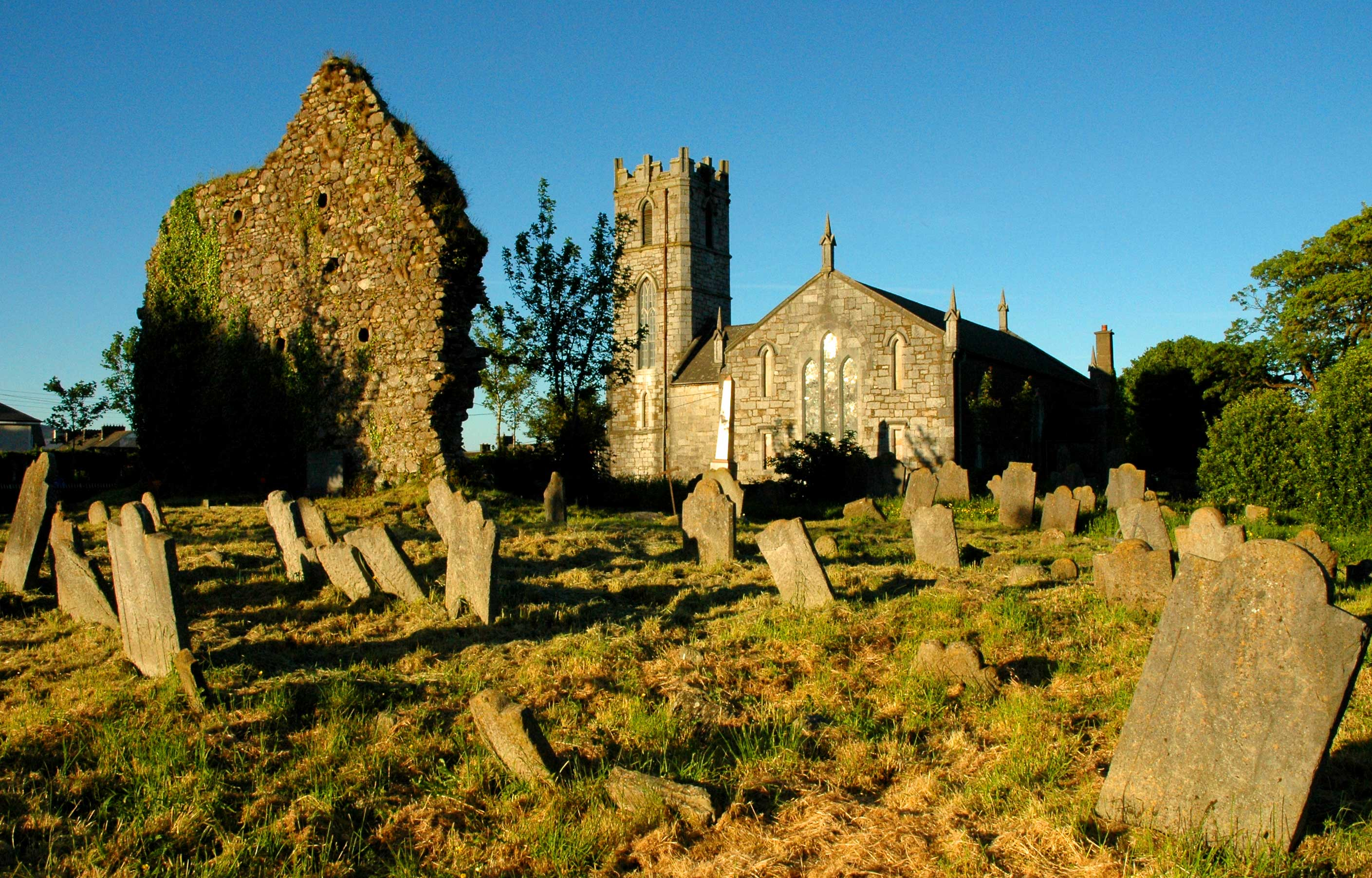
El vell cementiri de Dungarvan
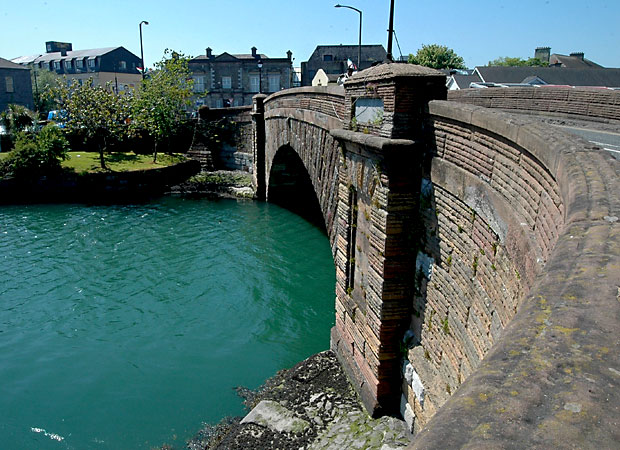
El pont de Dungarvan (1816)
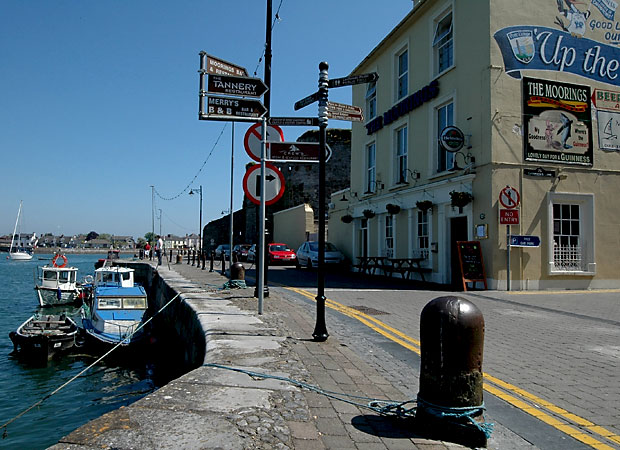
Port de Dungarvan
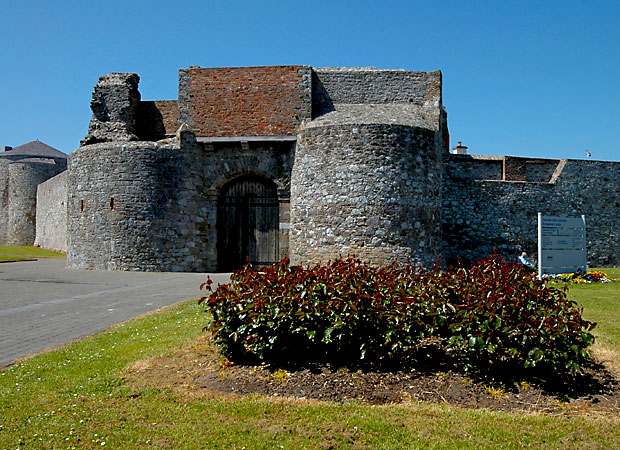
Castell de Dungarvan
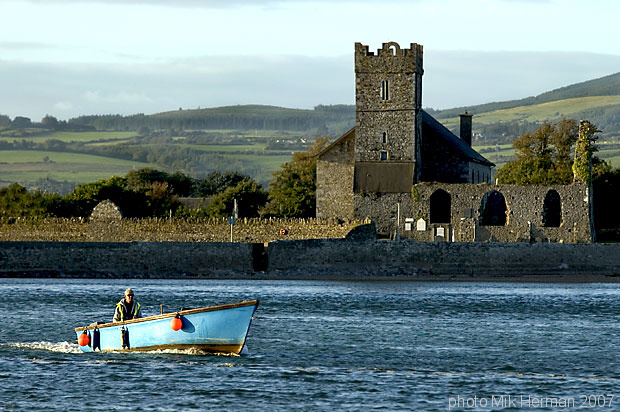
Església de Dungarvan
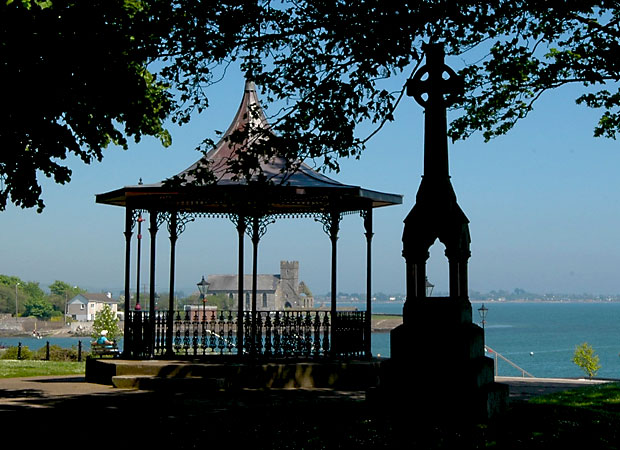
Vista de Dungarvan
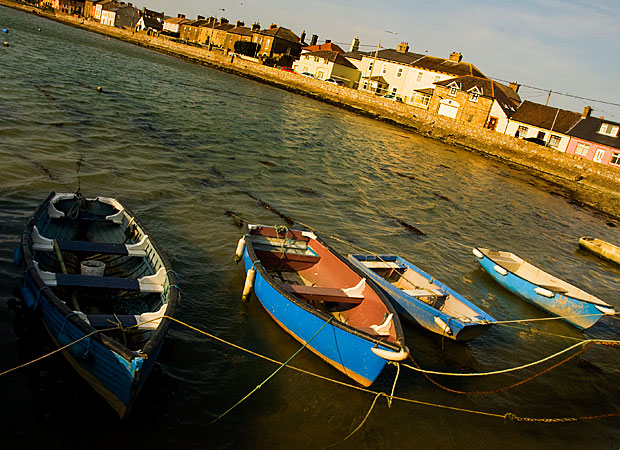
Badia de Dungarvan
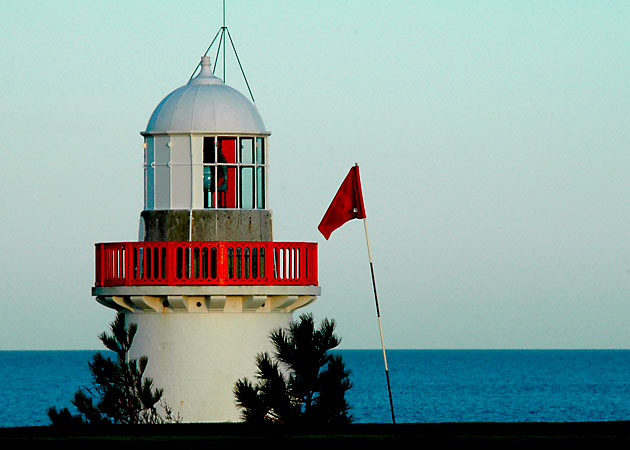
Far de Dungarvan
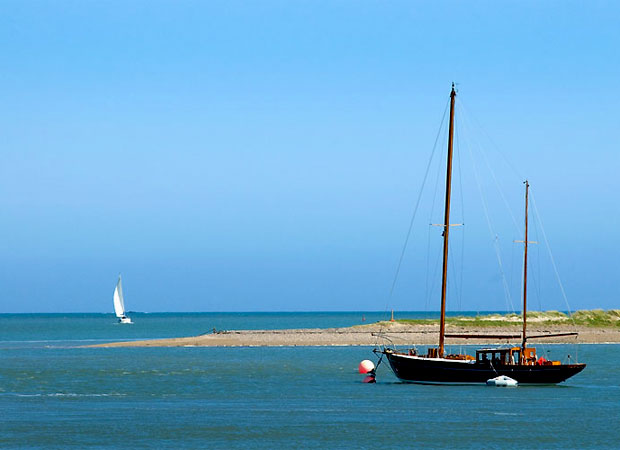
Badia de Dungarvan